# Contea di Nobles
La contea di Nobles in inglese Nobles County è una contea dello Stato del Minnesota, negli Stati Uniti. La popolazione al censimento del 2000 era di 20 832 abitanti. Il capoluogo di contea è Worthington